# 순복음총회신학교
순복음총회신학교(純福音總會神學校, Korea Christian College)는 충청북도 제천시 덕산면에 위치한 4년제 대학과정 각종학교이다. 기독교대한하나님의성회에서 설립하였다. 대한민국의 학사 인정 각종학교이다.

## 연혁
- 2009년 7월 10일 : 설립
- 2009년 8월 4일 : 학사 학력인정교 지정
- 2010년 3월 1일 : 개교